# 托倫薑餅博物館
托倫薑餅博物館（波蘭語：Żywe Muzeum Piernika w Toruniu）位於波蘭托倫，是一座以托倫薑餅為主題的博物館，開業於2006年。

## 历史
托倫市由14世紀就開始生產薑餅，相傳是薑餅的發源地之一，薑餅博物館坐落在一座19世紀早期的糧倉中，內部設計成16世紀的薑餅烘焙室，参观者不仅可以看到如何制作姜饼，还可以参与整个制作过程。

## 外部連結
- 托倫薑餅博物館 （页面存档备份，存于）（波兰語）

53°00′31″N 18°36′17″E / 53.00861°N 18.60472°E